# Miriam Battista

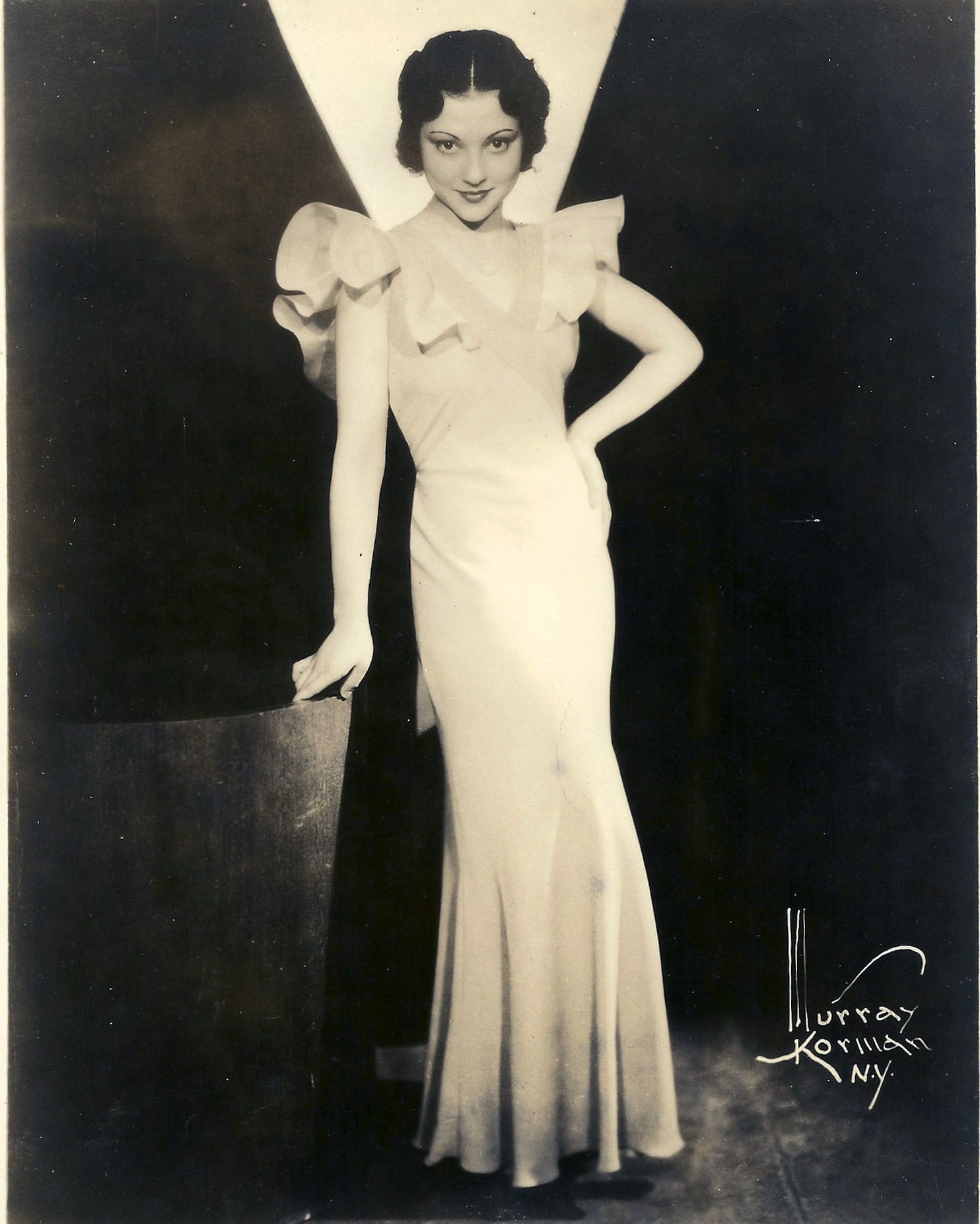
Murray Korman: Miriam Battista (1932)

Miriam Caramella Josephine Battista (* 14. Juli 1912 in New York; † 22. Dezember 1980 ebenda) war eine US-amerikanische Schauspielerin, Sängerin, Komponistin, Autorin und Fernsehmoderatorin, die ihre Karriere im Alter von vier Jahren am Broadway begann und im selben Jahr ihr Debüt als Kinderdarstellerin gab. Bis zu ihrem Karriereende 1948 wirkte Battista in mehreren Dutzend Filmen und Theaterstücken mit. Seit 1947 war Battista außerdem als Fernsehmoderatorin tätig.

## Leben
Miriam Battista wurde als Kind italienischer Immigranten in New York City geboren. Bereits im Alter von vier Jahren gab Battista ihr Debüt als Schauspielerin im Theaterstück A Kiss for Cinderella mit Maude Adams in der Hauptrolle. Es folgten weitere Nebenrollen in Theaterstücken.

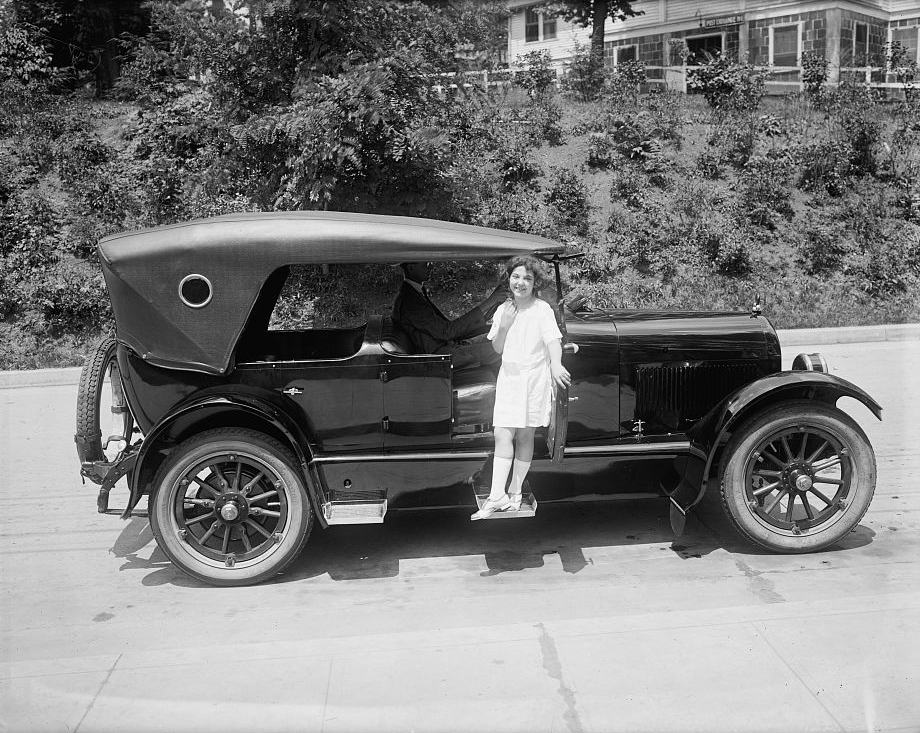
Miriam Battista, ungefähr 1921/22

Im selben Jahr begann auch Battistas Karriere als Filmschauspielerin in Blazing Love. Es folgten weitere teils größere Filmrollen, die ihren Ruf als Kinderstar festigten. Als erfolgreichster Film ihrer Karriere gilt das Drama Humoresque, in dem sie die Rolle der Minnie Ginsberg spielte. Nach dem Tod ihrer Mutter 1924 unterbrach Battista ihre Karriere für mehrere Jahre.
Seit 1931 spielte Battista Hauptrollen in mehreren italienischsprachigen Filmen wie Santa Lucia Luntana oder Così è la vita. Miriam Battista war außerdem weiterhin im Theater tätig und spielte so unter anderem mit Bert Lahr in Hot-Cha! oder Humphrey Bogart in Our Wife.
Neben ihrer Tätigkeit als Schauspielerin schrieb Miriam Battista auch Kurzgeschichten. Ihre Geschichte No Sugar Thanks wurde am 20. April 1940 in der New York Times veröffentlicht.
Seit 1947 moderierte Miriam Battista gemeinsam mit ihrem Mann Russell Maloney die vom DuMont Television Network finanzierte Talkshow The Maloneys, die mit dem Tod Maloneys im September 1948 jedoch wieder eingestellt wurde. Battista schrieb außerdem gemeinsam mit ihrem Mann das im Juni 1948 im St. James Theatre am Broadway uraufgeführte Musical Sleepy Hollow, das zur selben Zeit und am selben Ort, der Brücke am Tappan Zee bei Sleepy Hollow am unteren Hudson River wie Washington Irvings Kurzgeschichte Sage von der schläfrigen Schlucht spielt, allerdings nur zwölfmal innerhalb von 10 Tagen aufgeführt wurde.

## Privatleben
1934 heiratete Battista den Tänzer Paul Pierce. Die Ehe wurde jedoch 1935 nach knapp einem Jahr bereits wieder geschieden. 1938 heiratete sie den Autor Russell Maloney, mit dem sie bis zu seinem Tod im September 1948 verheiratet war. Aus der Ehe mit Maloney stammt Battistas Tochter Amelia, die 1945 geboren wurde. Nur wenige Monate nach dem Tod ihres Mannes heiratete sie den Radioproduzenten Lloyd Rosamond, mit dem sie bis zu seinem Tod im Jahr 1964 verheiratet blieb.
Miriam Battista starb 1980 im Alter von 68 Jahren im New Yorker Jewish Memorial Hospital an den Folgen von COPD.

## Filmografie
- 1916: Blazing Love
- 1919: Eye for Eye
- 1920: Humoresque
- 1921: At the Stage Door
- 1922: The Good Provider
- 1922: The Blonde Vampire
- 1922: Boomerang Bill
- 1922: The Curse of Drink
- 1922: The Man Who Played God
- 1922: Smilin’ Through
- 1923: The Custard Club
- 1923: The Steadfast Heart
- 1931: Santa Lucia Luntana
- 1931: Così è la vita
- 1934: Enlighten Thy Daughter
- 1947–1948: The Maloneys (Talkshow)

## Theatrografie
- 1916: A Kiss for Cinderella
- 1917: Daddy Long Legs
- 1918: A Doll’s House
- 1918: Freedom
- 1919: Daddies
- 1919: Papa
- 1919: The Red Dawn
- 1931: The Honor Code
- 1932: Hot-Cha!
- 1933: Saint Wench
- 1933: Our Wife
- 1933: An Undesirable Lady
- 1934: No More Ladies
- 1934: Fools Rush In
- 1935: Tapestry in Gray
- 1936: Summer Wives
- 1936: Prelude to Exile
- 1939: They Knew What They Wanted

## Veröffentlichungen
- 1940: No Sugar Thanks (Kurzgeschichte)
- 1948: Sleepy Hollow (Musical)